# モンダイーノ
モンダイーノ（伊: Mondaino）は、イタリア共和国エミリア＝ロマーニャ州リミニ県にある、人口約1,300人の基礎自治体（コムーネ）。

## 地理

### 位置・広がり
リミニ県南東部のコムーネ。サンマリノ市から東南東へ20km、ペーザロから西南西へ20km、リミニから南南東へ25kmの距離にある。

#### 隣接コムーネ
隣接するコムーネは以下の通り。括弧内のPUはペーザロ・エ・ウルビーノ県所属を示す。
- モンテカルヴォ・イン・フォーリア (PU)
- モンテフィオーレ・コンカ
- モンテグリドルフォ
- サルデーチョ
- タヴォレート (PU)
- タヴッリア (PU)
- ウルビーノ (PU)

### 気候分類・地震分類
モンダイーノにおけるイタリアの気候分類 (it) および度日は、zona E, 2669 GGである。
また、イタリアの地震リスク階級 (it) では、zona 2 (sismicità media) に分類される。

## 行政

### 分離集落
モンダイーノには、以下の分離集落（フラツィオーネ）がある。
- Laureto, Montespino, Pieggia, San Teodoro, Ca'Battistoni, Montepetrino, Rio Salso